# لويزا جيب
لويزا جيب ويلكينز (بالإنجليزية:  Louisa (Jebb) Wilkins)‏ (1929-1873 م). رحالة، و مؤلفة، و مسؤولة زراعية إنجليزية.

## السيرة
ولدت في ٱغسطس/آب 1873 في لايث السمير شروبشاير، هي ابنة المحامي آرثر تريفور جيب (1839-1894) والمتزوج من ابنة عمه إجلنتينا لويزا، ني جيب (1845-1925).
عندما وجه اللورد سيلبورن رئيس مجلس الزراعة البريطاني، نداءً يدعوا فيه إلى زيادة النساء العاملات في الأراضي، وكان هناك العديد من النساء المتحمسات بالمشاركة، ومن بين تلك النساء لويزا ويلكنز (جيب سابقاً) وهي شقيقة أجلنتينا جيب ودورثي بوكستون (جيب سابقاً)، التي شاركت في تأسيس صندوق إنقاذ الطفولة. كانت لويزا من أوائل النساء اللواتي درسن الزراعة والبستنة في جامعة كامبريدج كلية نيونهام، كامبريدج. أسست اتحاد الزراعة والبستنة النسائي، الذي قام بعمل قيم للغاية قبل الحرب العالمية الأولى لرعاية مصالح جميع العاملين من محترفي الزراعة والبستنة من خلال تقديم دورات تدريبية. أسست لويزا ايضاٌ والتي عرفت باسم السيدة رولاند ويلكنز بعد الزواج، فيلق خدمة الأراضي الوطنية النسائي في فبراير/شباط 1916.
هناك رحالة أجانب زاروا بغداد في العهد العثماني كانت لويزا جيب واحدة منهم، حيث زارت بغداد عام 1908، ودونت مذكرات رحلتها تحت عنوان (عبر طرق الصحراء إلى بغداد 1908 By desert ways to Baghdad).

## مؤلفاتها
- المشاريع الصغيرة في إنجلترا (لندن 1907).[5]
- رحلة عبر الصحراء إلى بغداد (لندن 1908).[6]